# Крамаренко Яна
Я́на Крамаре́нко (у шлюбі — Кужавська; (нар. 19 лютого) — українська спортсменка-веслувальниця. Срібна призерка чемпіонату світу.

## З життєпису
На Чемпіонаті світу з академічного веслування-1999 (Сент-Кетерінс) здобула срібну нагороду в парній четвірці — вона та Олена Ронжина-Морозова, Світлана Мазій і Тетяна Устюжаніна.

### Родина
Чоловік — Андрій Кужавський, веслувальник. Донька — Дар'я Кужавська (нар. 08.03.2006), кандидат в майстри спорту, входить до резервного складу спортсменів Національної збірної України з академічного веслування.